# Floreskortvleugel
De floreskortvleugel (Brachypteryx floris) is een zangvogel uit de familie Muscicapidae (vliegenvangers). De vogel werd in1897 door  Ernst Hartert geldig beschreven. Later werd de soort beschouwd als een ondersoort van de blauwe kortvleugel, B. montana (sensu lato).

## Kenmerken
De vogel is ongeveer 13 cm lang, iets kleiner dan een roodborst (E. rubecula), maar met hetzelfde gedrongen postuur. Het mannetje is roetzwart, van boven en lichtgrijs van onder met een nauwelijks zichtbare, korte wenkbrauwstreep. Het vrouwtje is bruingrijs van boven en heeft een grijze borst en een  roestbruine buik.

## Verspreiding en leefgebied
De vogel komt alleen voor op het eiland Flores (Kleine Soenda-eilanden). De leefgebieden liggen in terrein met natuurlijk bos en struikgewas op hoogten tussen 600 en 1900 meter boven zeeniveau. De vogel is niet zeldzaam en staat als niet bedreigd op de rode lijst van de IUCN.